# Ramal Vallenar-Huasco
El ramal Vallenar-Huasco es una línea de ferrocarril que circula entre el puerto de Huasco y la ciudad de Vallenar, actualmente utilizada para el transporte de carga por parte de la Compañía Minera del Pacífico y Ferronor, conectando esta a su vez con el resto de la red norte que antiguamente perteneció a la Empresa de los Ferrocarriles del Estado.

## Historia
La línea fue construida por la North and South American Construction Company entre 1889 y 1894 y operada por la compañía denominada Ferrocarril de Huasco, perteneciente al Estado. Existen divergencias sobre la fecha de apertura del servicio, ya que José Olayo López señala que el 29 de noviembre de 1890 la vía se encontraba en condiciones de operar y fue inaugurada oficialmente el 25 de diciembre de 1892, mientras que Wilfrid Simms y Santiago Marín Vicuña señalan que la vía fue entregada para su explotación en agosto de 1893, y Samuel Núñez Olaechea indica que en octubre de 1893 fue abierta al tráfico. En 1892 se construyó un muelle para el ferrocarril en el puerto de Huasco y en 1908 se edificó un desvío desde la estación de la ciudad hasta la plazoleta del muelle fiscal.
En 1913 el Howard Syndicate construyó un pequeño ramal que corría hacia el este de la ciudad de Vallenar, alcanzando el sector de Pedro León Gallo. Originalmente se proyectaba que la vía alcanzara el sector donde se unen los ríos del Tránsito y El Carmen, sin embargo dicha prolongación no se construyó. Dicho ramal fue abandonado hacia 1930, siendo autorizado el levante de sus vías el 30 de marzo de 1931 y en diciembre de 1938 la faja de terrenos de la vía férrea fue destinada a camino público, siendo construida sobre parte de su trazado la carretera que conecta a Vallenar con las localidades del interior del valle del Huasco.
En 1960, con la puesta en marcha de la mina El Algarrobo, la Compañía Minera del Pacífico (CMP) construyó un ramal desde la estación Maitencillo hasta el yacimiento de hierro, y además se añadieron 9 kilómetros de vías hacia el nuevo puerto mecanizado de Guacolda; esta nueva bifurcación ocurría entre Huasco Bajo y Huasco.
Tras el traspaso de la Red Norte de la Empresa de los Ferrocarriles del Estado a Ferronor en 1988, y la posterior privatización de esta última en 1997, el ramal continuó siendo operado por la CMP para el traslado de hierro hasta el puerto de Huasco, actualmente denominado como Ferrocarril de Algarrobo a Huasco. El tramo entre Huasco y Huasco Bajo fue posteriormente levantado, manteniéndose solamente la vía hacia el puerto Guacolda.

## Trazado
| Estación         | Km   |
| ---------------- | ---- |
| Pedro León Gallo | 17,0 |
| Vallenar         | 0    |
| Llanos de Soto   | 3,1  |
| Buena Esperanza  | 7,0  |
| Longomila        | 13,7 |
| Maitencillo      | 16,7 |
| Bodeguillas      | 23,3 |
| Nicolasa         | 26,5 |
| Freirina         | 33,2 |
| Huasco Bajo      | 44,0 |
| Huasco           | 48,7 |